# Ii
Ii este o comună din Finlanda.